# Vöröshasú törpesas
A vöröshasú törpesas (Lophotriorchis kienerii) a madarak (Aves) osztályának vágómadár-alakúak (Accipitriformes) rendjébe, ezen belül a vágómadárfélék (Accipitridae) családjába tartozó Lophotriorchis nem egyetlen faja.

## Rendszerezése
A fajt Richard Bowdler Sharpe angol zoológus és ornitológus írta le 1835-ben, az Astur nembe Astur Kienerii néven. Sokáig a Hieraaetus nembe sorolták Hieraaetus kienerii néven, de szerepel az Aquila nemben is, Aquila kienerii néven.

## Alfajai
- vöröshasú törpesas (Hieraaetus kienerii kienerii), Mianmar, Thaiföld, Vietnám, Laosz, Kambodzsa, Hajnan, Malajzia, Szumátra, Borneó, Jáva, Celebesz, Fülöp-szigetek
- indiai vöröshasú törpesas (Hieraaetus kienerii formosus), Srí Lanka, India, Himalája déli része

## Előfordulása
Dél- és Délkelet-Ázsiában, Banglades, Banglades, Bhután, Brunei, a Fülöp-szigetek, India, Indonézia, Kambodzsa, Kína, Laosz, Malajzia, Mianmar, Nepál, Szingapúr, Srí Lanka, Thaiföld és Vietnám területén honos.
Természetes élőhelyei a szubtrópusi és trópusi síkvidéki esőerdők és lombhullató erdők. Állandó, nem vonuló faj.

## Megjelenése
Testhossza 60 centiméter, testtömege 90-127 gramm.
|  |  |

## Életmódja
Madarakkal és kisebb emlősökkel táplálkozik.

## Szaporodása
Magas fákra gallyakból készíti fészkét.

## Természetvédelmi helyzete
Az elterjedési területe rendkívül nagy, de az erdőirtások miatt gyorsan csökken, egyedszáma is csökken. A Természetvédelmi Világszövetség Vörös listáján mérsékelten fenyegetett fajként szerepel.